# Black hat
Pour les articles homonymes, voir Black hat (homonymie).

Un black hat (en français : « chapeau noir ») est, en argot informatique, un hacker mal intentionné, par opposition aux white hats, qui sont les hackers aux bonnes intentions. Ces termes auraient pour origine les films de western, où le héros ou le shérif porte un chapeau blanc tandis que le bandit porte un chapeau noir.
Les black hats ont une nette préférence pour les actions illégales. Cela va de la création de virus aux chevaux de Troie en passant par les vers et les logiciels espions. Les hackers de type "black hat" peuvent compromettre la vie privée, perturber la communication réseau du système, surcharger le système pour le ralentir, et participer à des activités malveillantes similaires.
Ces personnes utilisent leurs compétences informatiques de façon à en tirer un bénéfice financier ou bien dans le but de nuire à des individus ou à des organisations (mais dans ce cas on parle plutôt de cybercriminalité ou de cyberterrorisme). Plus généralement, ils utilisent leur savoir pour découvrir des choses qui leur sont cachées. Leur nombre ne cesse de grandir étant donné la valeur de plus en plus grande des informations dans la guerre économique.
Il n’est pas impossible que certains black hats finissent par changer de bord et se fassent employer par des sociétés spécialisées dans la sécurité informatique à l’instar de Sven Jaschan, auteur du virus Sasser, recruté en 2005 par la PME allemande Securepoint. La communauté des black hats est hétérogène : les différents membres ne se reconnaissent pas toujours entre eux, à cause de leurs différences d’opinion, de capacités ou de philosophie.

## Autres définitions

### Non-divulgation de failles
Une autre définition un peu moins connue de « Black Hat » concerne la non-divulgation de failles ou d’outils de sécurité sensibles (le contraire de la divulgation totale, credo des white hats : la full disclosure). En effet, il y a tout un débat pour savoir si dévoiler une vulnérabilité n’aura pas d’effets négatifs tels qu’un « mass-root » de serveurs effectué par des script kiddies qui utiliseront un exploit sans même le comprendre, au lieu de garder la vulnérabilité pour soi et restreindre sa diffusion (en partant du principe que celui qui découvrira la faille n’est pas un script kiddie mais plutôt une personne responsable qui ne veut pas que sa découverte soit utilisée à des fins malhonnêtes).

### Dans le domaine du SEO (search engine optimisation)
Le terme est aussi employé dans le domaine du SEO pour décrire le comportement d'un référenceur qui utilise des techniques contraires aux guidelines des moteurs de recherches (Google principalement). Le plus couramment, ce terme décrit des activités faites d'automatisations (générer des sites automatiquement pour obtenir des liens, générer des commentaires de blog incluant des liens…) dans le but de faire du référencement à l'échelle de masse. Toute technique qui ne serait pas pérenne entraîne néanmoins cette appellation. Aux antipodes, il y a les « white hats », qui respecteraient les guidelines de Google et feraient du référencement plus manuel. Les limites sont cependant difficilement identifiables, c'est pourquoi l'utilisation de logiciels et scripts d'automatisation permet de révéler la frontière entre les deux. Mais comme souvent, tout n'est pas toujours tout blanc ou tout noir. L'entre deux qu'on nomme "grey hats" existe avec ses nombreuses nuances. Les référenceurs SEO expérimentés les ont même catégorisées. Certaines pratiquent se rapprochant davantage du "black hat", alors que d'autres sont plus proches du "white hat" et flirtent avec les limites. Ces techniques, bien que pénalisables par Google et ses pairs, restent soit tolérées, soit non détectées.

## Conférences black hat
Par ailleurs, dans le monde de la sécurité informatique, le terme black hat représente également des conférences, organisées partout dans le monde, sur le thème de la sécurité informatique. Une caractéristique de ces rassemblements est que les présentations sont considérées comme étant très techniques : ils s'adressent ainsi principalement aux experts de la sécurité. Il est nécessaire de souligner que l'on trouve des Black hat chez les white hats et inversement.

## Exemple de black hat célèbre

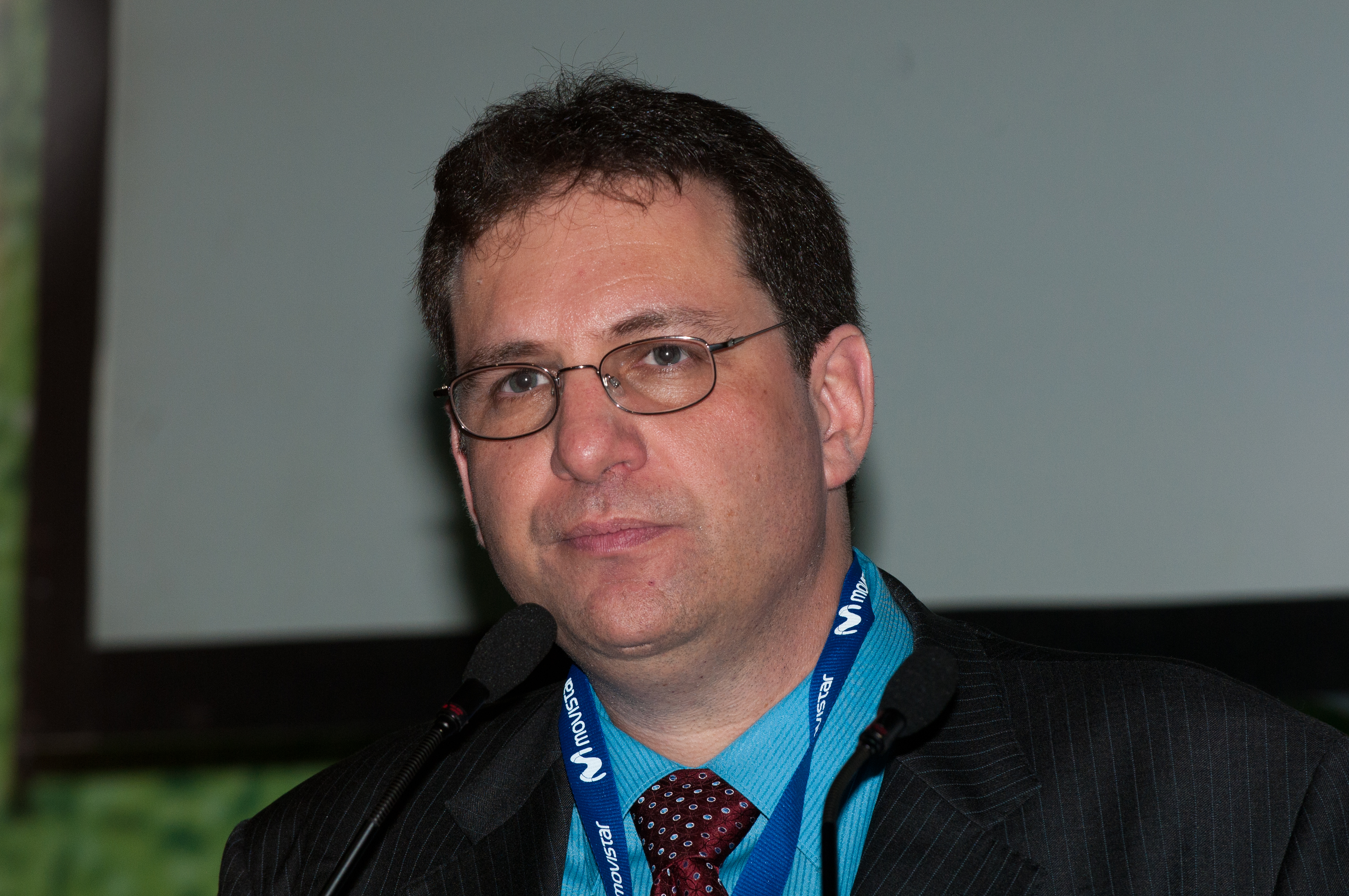
Kevin Mitnick

Kevin Mitnick est l'un des pirates informatiques les plus connus. À un moment donné, il était le cybercriminel le plus recherché au monde. Il a piraté plus de quarante grandes entreprises, dont Motorola et IBM, et même le système d'alerte de la Défense nationale américaine. Il a été placé en détention et incarcéré en 1995. Après sa libération en 2001, il est devenu consultant en cybersécurité, utilisant son expertise en matière de piratage pour le white hat hacking.